# Saint-Vincent, Puy-de-Dôme

Saint-Vincent este o comună în departamentul Puy-de-Dôme, Franța. În 1 ianuarie 2022 avea o populație de 417 de locuitori.